# TCD Foudre
Pour les articles homonymes, voir Foudre (homonymie).
Le TCD Foudre (L9011) est la première unité de la classe Foudre. Le second bâtiment de cette classe est le TCD Siroco. Lancé en 1988, le Foudre a été renommé LSDH-91 Sargento Aldea lors de son transfert à l'Armada de Chile, le 23 décembre 2011.

## Missions
Le TCD (Transport de chalands de débarquement) a pour mission d'assurer le transport et la mise à terre par des moyens amphibies, sur une plage non préparée et en zone d'insécurité, d'un tiers de régiment mécanisé comprenant des chars de combat, des engins blindés et des véhicules divers. La mise à terre s'effectue au moyen de chalands de transport de matériel transportés dans un bassin intérieur appelé « radier ». Simultanément, le TCD peut d'une part, transporter, ravitailler et mettre en œuvre quatre hélicoptères; d'autre part, assurer le commandement d'une opération de débarquement d'ampleur limitée, l'hospitalisation et les soins aux blessés.

## Histoire

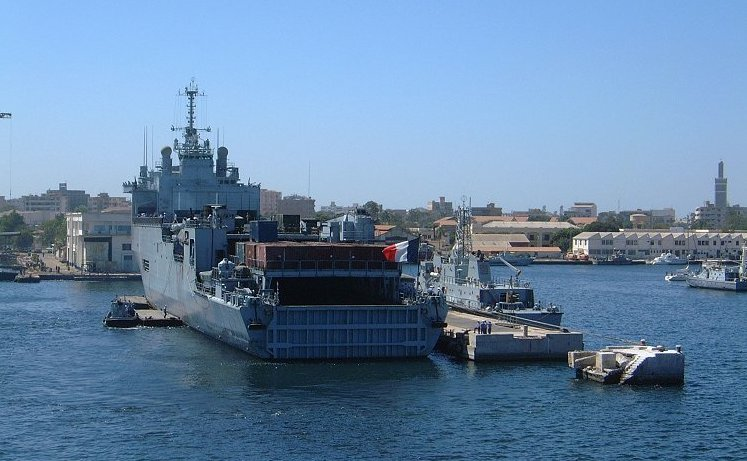
Le TCD Foudre à la base navale de Dakar (à droite le patrouilleur sénégalais Fouta).

Son indicatif visuel pendant son service dans la marine française est L9011. Il a été utilisé pendant la guerre de Yougoslavie dans les années 1990, a été un élément primordial de l'opération Licorne en Côte d'Ivoire en 2004, ainsi que pendant l'opération Baliste au Liban en 2006.
Plus récemment, le TCD Foudre a été déployé en opération Corymbe 95 (novembre 08 à mars 2009) et Corymbe 101 (janvier 2010 à avril 2010) dans le Golfe de Guinée dans le cadre du soutien permanent des bâtiments de guerre français aux civils et militaires basés en Afrique de l'Ouest.
Le 17 janvier 2009 vers 20 h 0, un hélicoptère Cougar de l'ALAT de Libreville décolle de sa plate-forme et s’abîme en mer quelques secondes plus tard au large du Gabon, provoquant le décès de huit militaires français. Il y aura deux survivants.

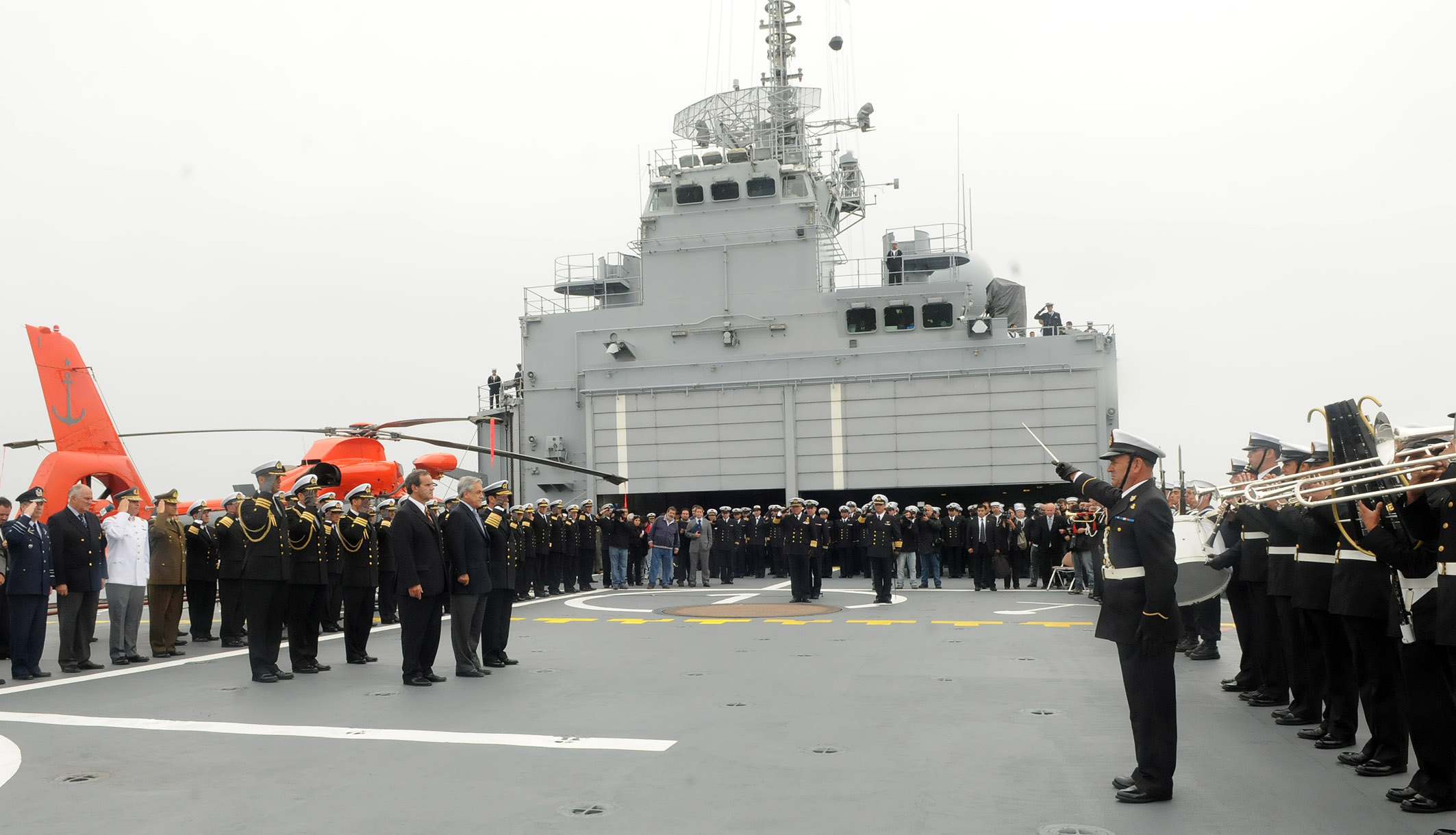
Le président du Chili à bord du Sargento Aldea en 2012.

Le TCD Foudre a été transféré a la marine chilienne le 23 décembre 2011 avec 3 autres bateaux, le CDIC Rapière et les chalands de transport de matériel (CTM) 19 et 24, à la suite de l'admission au service du BPC Dixmude. Le montant de la transaction est officiellement de 43 millions d’euros. Il s’appelle désormais le Sargento Aldea, en hommage à un héros chilien de la guerre du Pacifique (1879-1884) mort durant la bataille navale d'Iquique.